# Friedrich Knödler
Friedrich Knödler (* 2. Mai 1920 in Jagstfeld; † 25. August 1988 in Löffingen) war ein deutscher Künstler.

## Leben
Knödler machte zuerst eine Malerlehre, ab 1937 nahm er Zeichenunterricht bei Walther Eberbach aus Heilbronn. In den Jahren 1938 bis 1942 studierte er an der Staatlichen Akademie der Bildenden Künste in Stuttgart bei Hans Spiegel und dem in Böhmen geborenen Anton Kolig. Ab 1942 musste er Kriegsdienst absolvieren, und nach Kriegsende ließ er sich als freischaffender Künstler in Jagstfeld nieder.
Knödler schloss sich bald dem Künstlerbund Heilbronn an, und unter den Künstlern dieser Stadt ragt er als besonders ausgeprägter Anhänger des Expressionismus heraus. Beeinflusst wurde er dabei von seinem Lehrer Kolig, der (zusammen mit Oskar Kokoschka) am ausgeprägtesten den Expressionismus in der österreichischen Malerei vertreten hatte, besonders in Komposition, Farbe und ekstatischem Gestus. Diese Ausrichtung gab er an Knödler weiter, der sie temperamentvoll, mit einem Zug zur Dynamik und einer Betonung der Farbe als flüssiges oder tektonisches Bauelement selbständig weiterführte.
Die erste eigene Ausstellung hatte Knödler 1950 im Amerikahaus Heilbronn. Er schuf auch die inzwischen denkmalgeschützten Buntglasfenster im ehemaligen Restaurantbereich der Empfangshalle des Hauptbahnhofs dieser Stadt sowie ein Wandmosaik in dessen Obergeschoss. Ausstellungen hatte er unter anderem im Haus der Kunst und im Lenbachhaus in München, in der Galerie am Dom und in der Penthouse Galerie in Frankfurt am Main und beim Württembergischen Kunstverein in Stuttgart. Er verzog 1957 nach Güglingen, 1964 nach Löffingen. Er verstarb 1988 in Löffingen.

## Werke (Auswahl)
- Selbstbildnis (1957), Öl, 65 × 85 cm, Städtische Museen Heilbronn[2]

- Stadt: Im Süden (1957), Öl, 65 × 80 cm, Städtische Museen Heilbronn. Es ist ein Häusermeer zu sehen, wobei rechts im Hintergrund teilweise das offene Meer mit einem Segelboot sichtbar wird. Das ganze Gemälde ist in kräftigen orange-roten Farben gehalten. Knödler arbeitete insbesondere mit einer Farbspachtel und strukturierte damit nicht nur das Gemälde, sondern vermischte die unteren mit den oberen Farbschichten. Dadurch entstand eine Art Streifenmuster, das die dunkel gerahmten Konturen des Häusermeers noch hervorhebt.[3]

- Das Fischerweib (1959), Aquarell, 43,5 × 59 cm, Städtische Museen Heilbronn. Stilistisch ist dieses Bild mit den Arbeiten von Max Beckmann zu vergleichen. Auch hier tritt die Bildauffassung Knödlers zutage: Orange-rote Farben dominieren das Gemälde, schwarze ornamentale Linien, flächige Darstellung von Gegenständen.[4]

- Fabeltier, Öl auf Japanpapier, 54 × 64 cm[5]